# Newville (Alabama)
Pour les articles homonymes, voir Newville.
Newville est une municipalité américaine située dans le comté de Henry en Alabama. Selon le recensement de 2010, sa population est de 539 habitants.

## Géographie
Newville se trouve dans le sud-est de l'Alabama, à une vingtaine de kilomètres au nord de Dothan.
La municipalité s'étend sur 4,02 milles carrés (10,41 km2).

## Histoire
Fondée dans les années 1880, la ville est d'abord appelée Well's Station, en l'honneur de James Madison Wells, qui a donné une partie de ses terres pour construire le chemin de fer et la gare. Devenue une municipalité au début du XXe siècle (en 1903 ou 1906), la localité change de nom pour éviter toute confusion avec la ville de Wills.

## Démographie
| 1910 | 1920 | 1930 | 1940 | 1950 | 1960 |
| ---- | ---- | ---- | ---- | ---- | ---- |
| 522  | 547  | 528  | 578  | 565  | 546  |

| 1970 | 1980 | 1990 | 2000 | 2010 | - |
| ---- | ---- | ---- | ---- | ---- | - |
| 465  | 814  | 531  | 553  | 539  | - |